# Ulaanbaataryn Mazaalaynuud FC
Der Ulaanbaataryn Mazaalaynuud FC ist ein 1998 gegründeter mongolischer Fußballverein aus Ulaanbaatar, der 2020 in der ersten Liga, der National Premier League, spielte.

## Erfolge
- Mongolia 1st League

Vizemeister: 2019 ▲

## Stadion

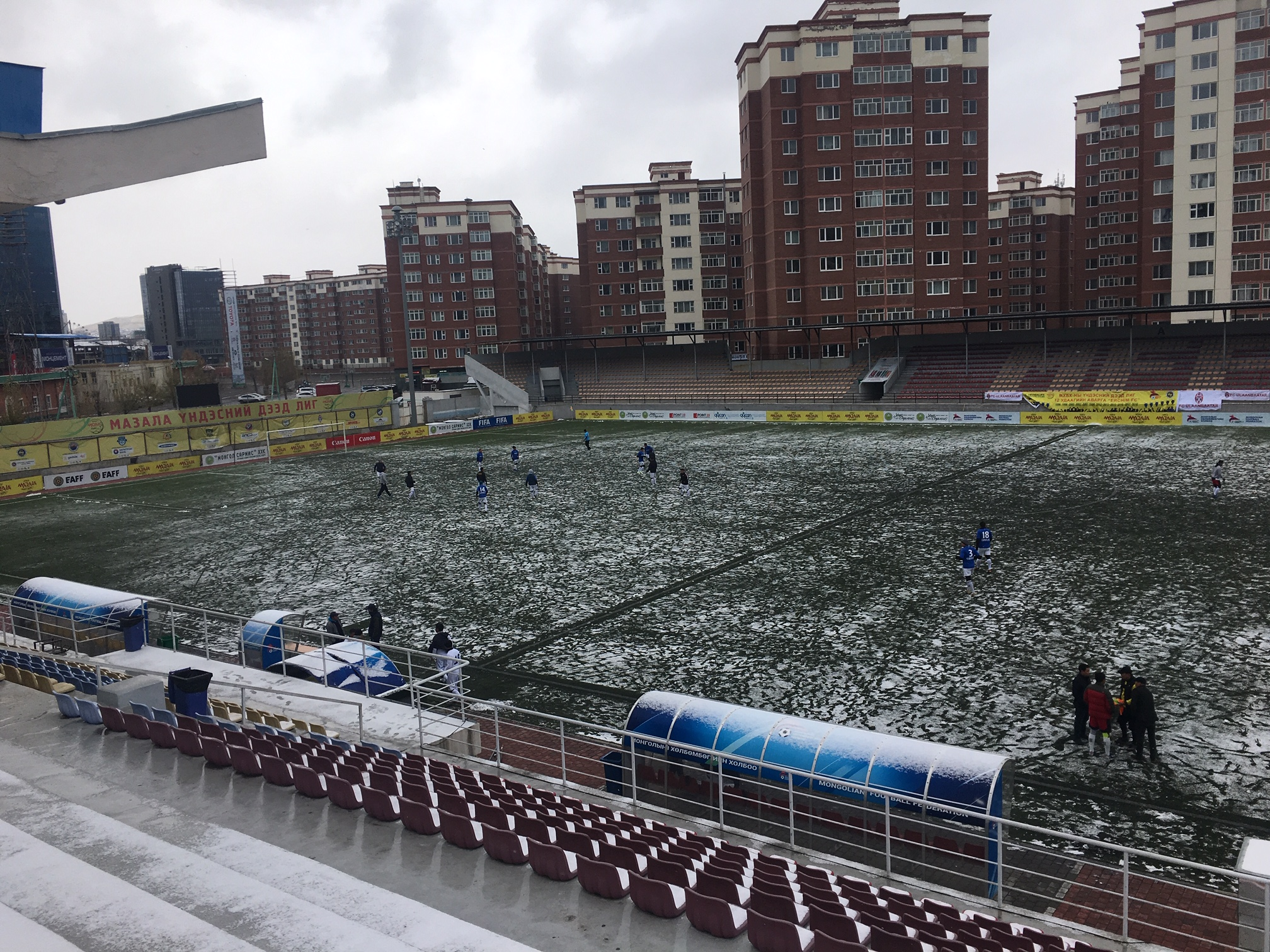
MFF Football Centre

Der Verein trägt seine Heimspiele im MFF Football Centre in Ulaanbaatar aus. Das Stadion hat ein Fassungsvermögen von 5000 Personen.
Koordinaten: 47° 54′ 0,4″ N, 106° 54′ 58,6″ O

## Saisonplatzierung
| Saison  | Liga                    | Level | Platz | Mongolia Cup     |
| ------- | ----------------------- | ----- | ----- | ---------------- |
| 2017    | Mongolia 1st League     | 2     | 4.    |                  |
| 2018    | Mongolia 1st League     | 2     | 9.    | Achtelfinale     |
| 2019    | Mongolia 1st League     | 2     | 2. ▲  | 1. Runde         |
| 2020    | National Premier League | 1     | 9.    | Keine Austragung |
| 2021    | National Premier League | 1     | 10. ▼ | Keine Austragung |
| 2022    | Mongolia 1st League     | 2     | 8.    | Keine Austragung |
| 2023    | Mongolia 1st League     | 2     | 4.    | 2. Runde         |
| 2023/24 | Mongolia 1st League     | 2     | 7.    | 1. Runde         |